# Ньокі

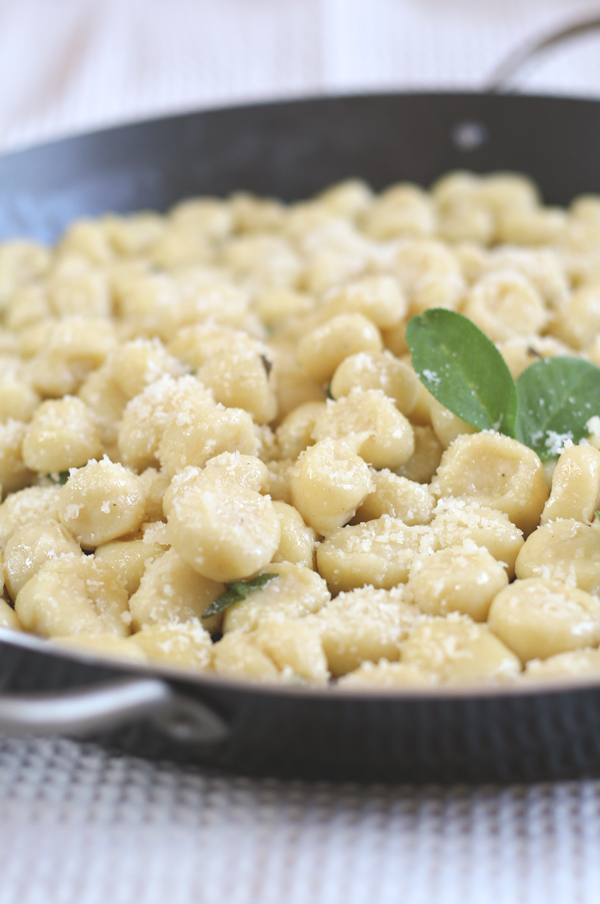
Ньокі «аль маѓро» — з рикотою, маслом та шавлією

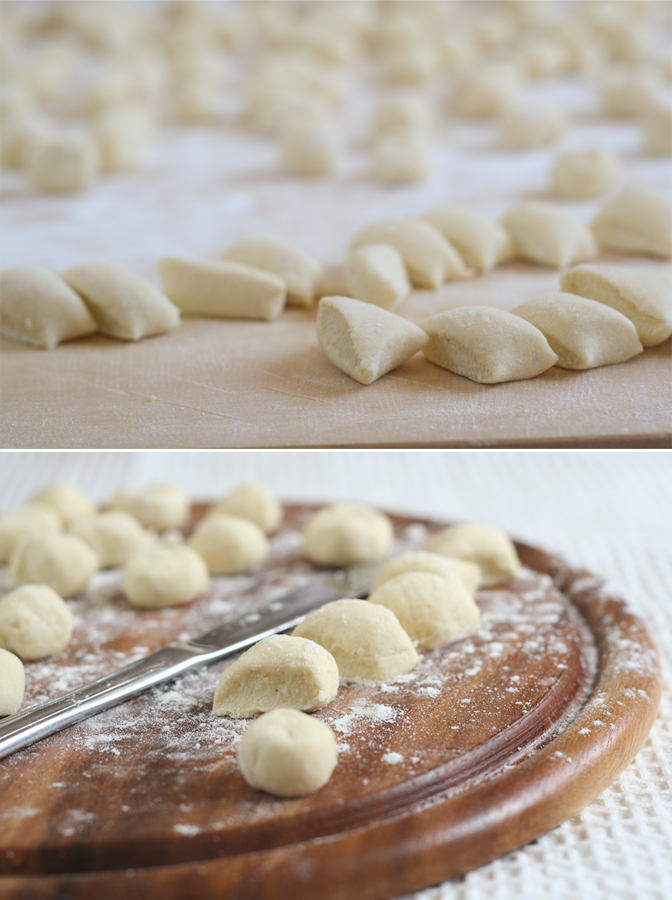
Ньокі.

Ньо́кі — італійські галушки, тобто маленькі шматочки тіста зазвичай округлої форми, які варять у воді чи бульйоні, а потім подають з різними соусами. Ньокі можуть бути різними за формою та інгредієнтами. Ця італійська страва має аналоги в багатьох країнах світу (галушки, кльоцки, Nocken, Kartöflupasta). Ньокі можна готувати з пшеничного борошна, рисового, з манної крупи, з сухого хліба, з картоплею та іншими овочами. Найпопулярнішими в Італії є:
- ньокі з картоплею;
- ньокі по-римськи (з манних крупів);
- кукурудзяні ньокі (з кукурудзяного борошна).

Ньокі можуть бути подані як перша страва (що традиційно для Італії), як гарнір, або як єдина і основна страва.
Щоб отримати твердіші ньокі, слід використовувати певні сорти картоплі і не вимішувати тісто надто довго, інакше вони вийдуть надто м'які. Розмір також впливає на кінцевий результат: чим більшого розміру ньокі, тим м'якішими вони будуть.
Готують також «кольорові» ньокі:
- zanzarelli verdi — для підфарбовування використовують такі інгредієнти як мангольд та шпинат;
- zanzarelli gialli — з шафраном чи гарбузом;
- malfatti bianchi — з курячим фаршем;
- arancioni — з морквою.

## З історії
У Ломбардії в епоху Відродження під час балів подавали дзандзареллі (zanzarelli) — ньокі з панірувальними сухарями, молоком та тертим мигдалем.
В XVII ст. з'являються мальфатті (malfatti), у яких замість мигдалю та сухарів використовують борошно, воду та яйця. З 1880 року популярність здобувають картопляні ньокі. Подаються переважно з м'ясною підливою чи з соусом аматричана (аматричанські ньокі — з панчетою, сиром пекоріно та суґо — італійським томатним соусом).

## Цікавинки
В Римі ньокі — традиційна страва четверга. Прислів'я каже: «У четвер ньокі, в п'ятницю риба (або нут та баккала — солона тріска), а в суботу — тріпа (рубець)». Деякі остерії та траторії до сьогодні дотримуються цієї традиції. Інше прислів'я «Смійся-смійся, мама вже зробила ньокі» підкреслює особливість четверга як майже святкового дня в Італії (в гастрономічному розумінні), коли страви повинні бути вишуканими та смачними, на відміну від буденних страв. У різних містах традиція приготування ньокі різна. Так, на півдні Італії «день ньокі» — неділя; їх готують з м'ясною підливкою та шматочком «розімлілої» моцарели (крім Неаполя, де популярними є соррентські ньокі).